# Áurea de Córdoba
Áurea de Córdoba (810–856) fue una santa, monja, y mártir, parte de los Mártires de Córdoba, un grupo de 48 mártires cristianos que fueron ejecutados bajo el gobierno de los conquistadores musulmanes en lo que hoy es el sur de España.

## Biografía
Áurea era una viuda que nació en una familia noble árabe; su padre era musulmán de Sevilla, y tres miembros de su familia eran cadíes, o jueces árabes. Después de que sus hermanos Juan y Adolfo fueran ejecutados por su fe en 825, se fue a vivir con su madre Artemia, que era monja en el convento en Cuteclara durante 30 años. También había sido testigo de la muerte de tres cristianos que habían conectado con su convento a principios de la década de 850.
Según el historiador Kenneth B. Wolf, Áurea permaneció en Cuteclara sin el conocimiento de sus parientes, pero los historiadores Jessica Coope y Reginald Haines declararon que los parientes de Áurea ignoraban su fe cristiana, a pesar de que era bien conocida, para la mayoría de sus adultos. Wolf también afirmó que los familiares musulmanes de Áurea de Sevilla fueron a su convento, la reconocieron y la llevaron ante un juez para obligarla a contar su fe cristiana. Se asustó para someterse y fue liberada, pero después de "arrepentirse de su conformidad y declararse verdaderamente cristiana", fue arrestada nuevamente y ejecutada en 856. La hagiógrafa Agnes Dunbar comparó el arrepentimiento de Áurea y confesión pública durante su segundo juicio a la negación de Cristo por Simón Pedro en la Biblia. Dunbar también afirmó que Áurea "fue asesinada por una espada y colgada de una menudencia con la cabeza gacha", a pesar de que otras fuentes declaran que fue decapitada. Su cuerpo fue arrojado al río Guadalquivir y nunca fue recuperado.
La fiesta de Áurea es el 19 de julio.